# NS 450
De NS-locserie 450 is een dieselelektrische locomotief die tussen 1956 en 1972 werd ingezet door de Nederlandse Spoorwegen.
In het begin van de jaren vijftig kwamen diverse lokaalspoor- en tramwegen van vroegere stoomtrammaatschappijen als de NTM en WSM in het bezit van de NS. Om de oude stoomtramlocomotieven te vervangen, schafte de NS tien drieassige diesellocs aan. Zij hadden een geringe asdruk en waren geschikt voor het wagenladingenvervoer op de voormalige tramlijnen met lichte onderbouw.
In 1956-1957 werden de 451-460 door Werkspoor te Utrecht afgeleverd. Zij hadden dezelfde olijfgroene kleurstelling die de andere kleine diesellocs in die tijd droegen, maar waren volwaardige treinlocomotieven met doorgaande rem en een hogere maximumsnelheid.
De 450-en werden ingezet vanuit depot Zwolle op de oude NTM-tramlijnen van Steenwijk naar Gorredijk en Hijkersmilde en van Groningen naar Drachten. Voorts reden zij vanuit depot Rotterdam Feijenoord op de oude WSM-tramlijnen van Delft naar het Westland (Loosduinen). Deze diensten eindigden met de opheffing van de lijn vanuit Steenwijk in 1962 en vanuit Delft in 1970.

## Buitendienststelling
De locs werden buiten dienst gesteld in 1971-1972. Dankzij het initiatief van de Museum Buurtspoorweg (MBS) te Haaksbergen bleef één loc bewaard, de 451, die nu dienstdoet op de lokaalspoorlijn tussen Haaksbergen en Boekelo. De loc kreeg bij de MBS het administratieve nummer 11, maar draagt op de loc zelf het oorspronkelijke nummer 451.